# Joaquim Maria Lourenço
Joaquim Maria Lourenço ComM (Ninho do Açor, 17 de agosto de 1900 - 1988, Vila Nova de Milfontes) foi um cónego arcediago da Catedral de Beja, nasceu em , penúltimo filho de 10, ainda que 2 faleceram em criança. Era filho de Francisco Lourenço e de Maria da Senhora. Aos sete anos foi com o irmão José, e cerca de uma dezena de jovens de diferentes idades, frequentar a escola primária, que teve que abandonar aos dez anos de idade, com o primeiro grau escolar cumprido, pois seus pais tinham mudado de residência, e teria de caminhar 14 quilómetros para lá chegar. Ficando assim a ajudar a família em pequenos trabalhos agrícolas, vindo a concluir a instrução primária aos treze anos.
Em Outubro de 1915, Joaquim Maria ingressa o Seminário do Fundão, por decisão de seu pai, que aspirava ter um filho padre. Desejo concretizado no dia 22 de Dezembro de 1923. Em Setembro de 1924, é nomeado pároco de duas aldeias do concelho de Penamacor - Aldeia do Bispo e a Aldeia de João Pires. No mesmo ano de 1924, o Senhor Bispo de Beja, D. José do Patrocínio Dias, convida um sacerdote do distrito da Guarda para dirigir o seminário, o qual o jovem pároco, após alguma hesitação e profunda reflexão acaba por aceitar.
Em Setembro de 1925 chega a Beja, para assegurar o cargo de Vice-Reitor do Seminário Diocesano em Serpa, onde para além deste cargo começa a escrever para o " Notícias de Beja", e dar aulas de ciências, de Francês e de religião e moral, entre outras atividades de cariz religioso e moral.
Em 1942, inicia-se a aventura, que mais se destaca na sua carreira. Fundou a Colónia Balnear de Nossa Senhora de Fátima, inicialmente somente feminina, em Vila Nova de Milfontes. 
Porém, o dono do imóvel onde  se realizava a Colónia, enviúva, e necessita de o vender, pelo que Joaquim Maria Lourenço, procura incessantemente compradores para que esta Colónia continue. Assim dirige-se a duas senhoras conhecidas pela sua generosidade para com causas religioso-sociais, que após exposta a situação decidem comprar o imóvel, de modo a evitar o fim da Colónia Balnear da Juventude Católica Feminina: Dona Maria Madalena da Silva Falcão e Dona Maria Júlia de Brito Pais Falcão, de Odemira e Colos, respetivamente. Em 1944, as duas senhoras construíram uma pequena casa e muro, que motivou à continuação do projeto. Perante a situação do mundo, mas a motivação do Dr. Joaquim, partiu em 1953, para o Brasil, como capelão do navio " Vera Cruz", à procura de generosidade de portugueses lá fixados, que conseguiu.
Após as duas fases de construção das instalações da Colónia Balnear de Nossa Senhora de Fátima, foi feita a sua inauguração solene em fins de Julho de 1957, com a casa cheia de crianças, apenas nos 3 meses de verão.
Entretanto, dois anos depois surge a resposta para os meses de abandono. E em 20 de Outubro de 1959, é autorizada a abertura do colégio de Nossa Senhora da Graça, como internato para raparigas.
Como académico, frequentou a Universidade de Estrasburgo, em 1937, durante algum tempo, mas a eclosão da 2ª. Guerra Mundial obrigou-o a deixar França, pelo que teve de ir para a Universidade de Coimbra, onde viria a doutorar-se em Direito Canónico com a tese "Situação Jurídica da Igreja em Portugal". 
Elevado à dignidade de Monsenhor, escreveu para numerosos jornais, traduziu 8 volumes de Tihamer Toth e deixou-nos um livro de carácter autobiográfico: "Testemunho de um sacerdote", em 1983.
Agraciado em 15 de Março de 1965, pela República Portuguesa com o título de Comendador da Ordem de Benemerência.